# Guy Peellaert
Guy Peellaert (Bruxelas, Bélgica, 6 de Abril de 1934 - Paris, França, 17 de Novembro de 2008) foi um artista belga, pintor, ilustrador, quadrinista e fotógrafo, mais famoso pelo livro Rock Dreams, e suas capas para álbuns músicas de rock para artistas como David Bowie e os Rolling Stones. Ele também criou pôsters de filmes para Taxi Driver, Paris, Texas e Short Cuts.  

## Biografia
Peellaert nasceu em uma família aristocrática, mas deixou sua casa quando jovem. Ele estudou artes plásticas em Bruxelas, e se tornou altamente influenciado pela Cultura Pop americana e britânica, antes de se tornar decorador para cinemas e quadrinista.
Seu estilo foi influenciado por arte psicodélica e Pop Art. Ele se mudou para Paris, onde fez vários trabalhos, criou designs para Cassinos e para o clube noturno Crazy Horse. Seu livro em quadrinhos, Les Aventures de Jodelle, foi publicada em 1966 na revista francesa Hara-Kiri, e mais tarde em uma graphic novel em formato hardcover por Eric Losfeld. A protagonista, Jodelle, foi calcada na cantora Sylvie Vartan, ídolo dos adolescentes na época. Seu segundo livro em quadrinhos relacionado à heroínas, Pravda La Survireuse, estreou em 1968 e foi inspirada na modelo Françoise Hardy, também publicada por Eric Losfeld. 
Em 1973, ele colaborou com o jornalista britânico Nik Cohn no livro Rock Dreams, que vendeu um milhão de cópias após 1 ano à venda. A maioria das artes originais restantes foram compradas pelo ator Jack Nicholson.
Após o sucesso de Rock Dreams, Peellaert começou à trabalhar para capas de álbuns musicais. Ele criou designs para os Rolling Stones no álbum It's Only Rock 'n' Roll, David Bowie em Diamond Dogs, Ètienne Daho em Pour nos Vies Martiennes e Lio em Wandatta.
Peellaert também desenhou pôsters para filmes como Taxi Driver (por Martin Scorsese), Short Cuts (por Robert Altman), L'argent (por Robert Bresson), Paris, Texas, e Der Himmel über Berlin. Além de ter criado títulos para os programas de televisão no canal francês Antenne 2, em 1982.
Guy e Cohn colaboraram novamente em 20th-Century Dreams em 1999, com ilustrações políticas e figuras mundialmente históricas. Seu trabalho foi exibido para outros países na revista "Like Les Inrockuptibles". Além disso, a heróina Pravda ganhou várias exposições em Tóquio. 
Ele morreu com 74 anos, vítima do câncer.